# Стадион Трепча
Стадион Трепча је олимпијски стадион са више намена у Косовској Митровици, Косово и Метохија, Србија. Тренутно се користи највише за фудбалске утакмице и он је домаће игралиште српског фудбалског клуба Трепча, за око 28.500 гледалаца, који је највећи стадион на Косову и Метохији, а трећи у Србији.
До 1999. постојао је само један фудбалски клуб Трепча у Косовској Митровици, али након ратних дешавања албанска страна је основала свој клуб „Трепча“, и променила назив стадиона у „олимпијски стадион Адем Јашари“ (алб. Stadiumi Olimpik Adem Jashari), по оснивачу и вођи албанске терористичке организације ОВК.
У мају 2008. године, девет година након протеривања из јужног дела Косовске Митровице, фудбалски клубови Трепча, Рудар и Партизан из Косовске Митровице добили су стадион у Житковцу, код Звечана, изграђен средствима државе Србије.

## Утакмице репрезентације
Фудбалска репрезентација СФР Југославије је на овом стадиону одиграла једну утакмицу.
| #                           | Датум             | Такмичење                                 | Противник | Резултат  | Гледалаца     |
| --------------------------- | ----------------- | ----------------------------------------- | --------- | --------- | ------------- |
| СФР Југославија (1946–1992) |                   |                                           |           |           |               |
| 1.                          | 31. октобар 1979. | Квалификације за Европско првенство 1980. | Румунија  | 2–1 (0–0) | 24.397 35.000 |
| Косово (2008–)              |                   |                                           |           |           |               |
| 1.                          | 5. март 2014.     | Пријатељска                               | Хаити     | 0–0       | 17.000        |
| 2.                          | 21. мај 2014.     | Пријатељска                               | Турска    | 1–6       | 17.000        |